# Championnat d'Europe de patinage artistique 1927
Navigation
Édition précédente Édition suivante
Le championnat d'Europe de patinage artistique 1927 a lieu à la patinoire extérieure de Vienne en Autriche.

## Podium
| Épreuves                      | Or          | Argent       | Bronze       |
| ----------------------------- | ----------- | ------------ | ------------ |
| Messieurs résultats détaillés | Willy Böckl | Hugo Distler | Karl Schäfer |

## Tableau des médailles
| Rang  | Nation   | Or | Argent | Bronze | Total |
| ----- | -------- | -- | ------ | ------ | ----- |
| 1     | Autriche | 1  | 1      | 1      | 3     |
| Total | Total    | 1  | 1      | 1      | 3     |

## Détails de la compétition Messieurs
| Rang | Nom            | Nation    | Places | Points | Fig. impo. | Prog. libre |
| ---- | -------------- | --------- | ------ | ------ | ---------- | ----------- |
| 1    | Willy Böckl    | Autriche  |        |        |            |             |
| 2    | Hugo Distler   | Autriche  |        |        |            |             |
| 3    | Karl Schäfer   | Autriche  |        |        |            |             |
| 4    | Ernst Oppacher | Autriche  |        |        |            |             |
| 5    | Paul Franke    | Allemagne |        |        |            |             |